# Torneo Apertura 2020 (Honduras)
El Torneo Apertura 2020 (también llamado Copa Salva Vida de Apertura 2020, por motivos de patrocinio), fue la (78.ª edición) de la Liga Nacional de Honduras, siendo el primer torneo de la Temporada 2020-21. Comenzó a disputarse el 26 de septiembre de 2020 y culminó el 17 de enero de 2021.

## Sistema de competición

### Fase de clasificación
En la fase de clasificación se observará el sistema de puntos. La ubicación en la tabla general está sujeta a lo siguiente:
- Por juego ganado se obtendrán tres puntos.
- Por juego empatado se obtendrá un punto.
- Por juego perdido no se otorgan puntos.

Debido a la pandemia del COVID-19, se decidió cambiar el formato del torneo a dos pentagonales, la primera conformada por equipos de la zona norte de Honduras que son Real España, Marathon, Honduras Progreso, Vida y Platense, y la otra pentagonal conformada por equipos de la zona centro que son Olimpia, Motagua, UPNFM, Real de Minas y Real Sociedad.
Real Sociedad es un equipo de la zona norte, pero debido a que no hay suficientes equipos en la zona centro, fue elegido el equipo de Tocoa.
Cada equipo jugará 2 vueltas con cada integrante de la pentagonal, cuando no le toca jugar en su pentagonal, jugará a partido contra el que no le toque jugar de la otra pentagonal, y al finalizar las vueltas, jugará con cada integrante de la otra pentagonal (salvo con el que jugó en las vueltas).

### Fase final
La fase final se definirá por las siguientes etapas:
- Final de grupos
- Repechaje
- Semifinal
- Final

Los primeros de cada pentagonal, jugará una final a partido ida y vuelta, para definir quién clasifica a la finalísima. Los segundos y los terceros, deberán jugar un repechaje, para definir los 2 que van acompañar a los primeros de las pentagonales para jugar la semifinal, la semifinal van los primeros contra los ganadores del repechaje, los ganadores de la semifinal van a jugar la final para definir al campeón, si el campeón es el mismo que ganó la final de grupos, se proclamaría campeonísimo de la liga, sino jugará una finalísima a partido ida y vuelta para saber quien es el campeón del Torneo Apertura 2020

## Información de los equipos

### Ascenso y descenso
| Pos | a la Liga Nacional |
| --- | ------------------ |
| 1.º |                    |

| Pos  | a la Liga de Ascenso |
| ---- | -------------------- |
| 10.º |                      |

### Equipos participantes
| Equipo            | Ciudad         | Entrenador       | Estadio                                                           | Aforo                | Primera participación |
| ----------------- | -------------- | ---------------- | ----------------------------------------------------------------- | -------------------- | --------------------- |
| Olimpia           | Tegucigalpa    | Pedro Troglio    | Tiburcio Carías Andino                                            | 35,000               | 1965                  |
| Motagua           | Tegucigalpa    | Diego Vásquez    | Tiburcio Carías Andino                                            | 35,000               | 1965                  |
| Real España       | San Pedro Sula | Emilson Soto     | General Francisco Morazán Olímpico Metropolitano                  | 20,000 40,000        | 1965                  |
| Marathón          | San Pedro Sula | Héctor Vargas    | General Francisco Morazán Olímpico Metropolitano Yankel Rosenthal | 20,000 40,000 15,000 | 1965                  |
| Vida              | La Ceiba       | Nerlin Membreño  | Municipal Ceibeño                                                 | 20,000               | 1965                  |
| Platense          | Puerto Cortés  | Jhon Jairo López | Excelsior                                                         | 15,000               | 1965                  |
| Honduras Progreso | El Progreso    | David Funez      | Humberto Micheletti                                               | 5,000                | 1965                  |
| UPNFM             | Tegucigalpa    | Salomón Nazar    | Tiburcio Carías Andino                                            | 35,000               | 2017                  |
| Real de Minas     | Danlí          | Israel Canales   | Marcelo Tinoco                                                    | 5,000                | 2018                  |
| Real Sociedad     | Tocoa          | Carlos Tábora    | Francisco Martínez Durón                                          | 10,000               | 2012                  |

### Equipos por zona geográfica
| Honduras Progreso Motagua Olimpia Real Sociedad Real España Marathón Vida UPNFM Platense Real de Minas \| Departamento \| N.º \| Equipos \| \| ----------------- \| --- \| -------------------------------- \| \| Cortés \| 3 \| Marathon, Platense y Real España \| \| Francisco Morazán \| 3 \| Motagua, Olimpia y UPNFM \| \| Yoro \| 1 \| Honduras Progreso \| \| Atlántida \| 1 \| Vida \| \| Colón \| 1 \| Real Sociedad \| \| El Paraíso \| 1 \| Real de Minas \| |     |                                  |
| Departamento | N.º | Equipos                          |
| Cortés | 3   | Marathon, Platense y Real España |
| Francisco Morazán | 3   | Motagua, Olimpia y UPNFM         |
| Yoro | 1   | Honduras Progreso                |
| Atlántida | 1   | Vida                             |
| Colón | 1   | Real Sociedad                    |
| El Paraíso | 1   | Real de Minas                    |

### Cambios de entrenadores
| Equipo            | Entrenador saliente | Jornadas | Nuevo entrenador    | Jornadas |
| ----------------- | ------------------- | -------- | ------------------- | -------- |
| Real de Minas     | Raúl Cáceres        | Pre.     | Antonio Hernández   | 0        |
| Honduras Progreso | Julio Rodríguez     | Pre.     | Mauro Reyes         |          |
| Vida              | Fernando Araújo     | Pre.     | Ramón Maradiaga     |          |
| Real Sociedad     | Mauro Reyes         | Pre.     | Carlos Martínez     |          |
| Real de Minas     | Antonio Hernández   | 0        | Harold Yépez (int.) | 1 - 3    |
| Real de Minas     | Harold Yépez (int.) | 1 - 3    | Israel Canales      | 4 -      |
| Real Sociedad     | Carlos Martínez     | 1 - 5    | Adrián García       | 6 -      |
| Honduras Progreso | Mauro Reyes         | 1 - 8    | David Funez(int.)   | 9        |
| Honduras Progreso | David Funez (int.)  | 9        | Fernando Araújo     | 10 -     |
| Real España       | Ramiro Martínez     | 1 - 13   | Emilson Soto (int.) | 10 - 14  |
| Real Sociedad     | Adrián García       | 6 - 11   | Carlos Tábora       | 12 - 14  |

## Fase de clasificación
| Jornada 1          | Jornada 1 | Jornada 1     | Jornada 1           | Jornada 1        | Jornada 1 |
| Local              | Resultado | Visitante     | Estadio             | Fecha            | Hora      |
| ------------------ | --------- | ------------- | ------------------- | ---------------- | --------- |
| UPNFM              | 2 - 3     | Motagua       | Nacional            | 26 de septiembre | 19:00     |
| Real España        | 1 - 1     | Olimpia       | Olímpico            | 27 de septiembre | 19:00     |
| Real Sociedad      | 0 - 0     | Real de Minas | Francisco Martínez  | 3 de octubre     | 15:00     |
| Vida               | 3 - 3     | Platense      | Ceibeño             | 3 de octubre     | 17:15     |
| Honduras Progreso  | 1 - 1     | Marathón      | Humberto Micheletti | 3 de octubre     | 19:00     |
| Total de goles: 15 |           |               |                     |                  |           |

| Jornada 2          | Jornada 2 | Jornada 2     | Jornada 2           | Jornada 2    | Jornada 2 |
| Local              | Resultado | Visitante     | Estadio             | Fecha        | Hora      |
| ------------------ | --------- | ------------- | ------------------- | ------------ | --------- |
| Platense           | 1 - 0     | Real España   | Excélsior           | 7 de octubre | 15:00     |
| Marathón           | 1 - 2     | Motagua       | Yankel Rosenthal    | 7 de octubre | 15:00     |
| Real Sociedad      | 2 - 3     | UPNFM         | Francisco Martínez  | 7 de octubre | 17:15     |
| Honduras Progreso  | 1 - 1     | Vida          | Humberto Micheletti | 7 de octubre | 19:00     |
| Olimpia            | 0 - 0     | Real de Minas | Nacional            | 7 de octubre | 19:00     |
| Total de goles: 11 |           |               |                     |              |           |

| Jornada 3          | Jornada 3 | Jornada 3         | Jornada 3      | Jornada 3     | Jornada 3 |
| Local              | Resultado | Visitante         | Estadio        | Fecha         | Hora      |
| ------------------ | --------- | ----------------- | -------------- | ------------- | --------- |
| Real de Minas      | 1 - 1     | Platense          | Marcelo Tinoco | 10 de octubre | 17:00     |
| Vida               | 0 - 1     | Marathón          | Ceibeño        | 10 de octubre | 19:00     |
| Olimpia            | 3 - 1     | UPNFM             | Nacional       | 10 de octubre | 19:00     |
| Motagua            | 2 - 1     | Real Sociedad     | Nacional       | 11 de octubre | 16:00     |
| Real España        | 5 - 0     | Honduras Progreso | Morazán        | 11 de octubre | 19:00     |
| Total de goles: 15 |           |                   |                |               |           |

| Jornada 4         | Jornada 4 | Jornada 4         | Jornada 4        | Jornada 4     | Jornada 4 |
| Local             | Resultado | Visitante         | Estadio          | Fecha         | Hora      |
| ----------------- | --------- | ----------------- | ---------------- | ------------- | --------- |
| Marathón          | 3 - 0     | Real España       | Yankel Rosenthal | 14 de octubre | 15:00     |
| Vida              | 1 - 0     | Real Sociedad     | Ceibeño          | 14 de octubre | 17:15     |
| UPNFM             | 2 - 2     | Real de Minas     | Nacional         | 14 de octubre | 19:00     |
| Platense          | 0 - 0     | Honduras Progreso | Excélsior        | 15 de octubre | 15:00     |
| Motagua           | 0 - 0     | Olimpia           | Nacional         | 15 de octubre | 17:00     |
| Total de goles: 8 |           |                   |                  |               |           |

| Jornada 5          | Jornada 5 | Jornada 5 | Jornada 5           | Jornada 5     | Jornada 5 |
| Local              | Resultado | Visitante | Estadio             | Fecha         | Hora      |
| ------------------ | --------- | --------- | ------------------- | ------------- | --------- |
| Real Sociedad      | 0 - 2     | Olimpia   | Francisco Martínez  | 18 de octubre | 15:00     |
| Platense           | 0 - 1     | Marathón  | Excélsior           | 18 de octubre | 15:00     |
| Real de Minas      | 0 - 3     | Motagua   | Marcelo Tinoco      | 18 de octubre | 17:00     |
| Real España        | 0 - 3     | Vida      | Morazán             | 18 de octubre | 18:00     |
| Honduras Progreso  | 2 - 3     | UPNFM     | Humberto Micheletti | 18 de octubre | 20:00     |
| Total de goles: 14 |           |           |                     |               |           |

| Jornada 6          | Jornada 6 | Jornada 6         | Jornada 6        | Jornada 6      | Jornada 6 |
| Local              | Resultado | Visitante         | Estadio          | Fecha          | Hora      |
| ------------------ | --------- | ----------------- | ---------------- | -------------- | --------- |
| Real de Minas      | 2 - 1     | Real Sociedad     | Marcelo Tinoco   | 5 de diciembre | 15:00     |
| Marathón           | 4 - 0     | Honduras Progreso | Yankel Rosenthal | 5 de diciembre | 15:00     |
| Motagua            | 0 - 1     | UPNFM             | Nacional         | 6 de diciembre | 16:00     |
| Platense           | 1 - 0     | Vida              | Excélsior        | 6 de diciembre | 19:00     |
| Olimpia            | 1 - 0     | Real España       | Nacional         | 6 de diciembre | 20:00     |
| Total de goles: 10 |           |                   |                  |                |           |

| Jornada 7          | Jornada 7 | Jornada 7         | Jornada 7      | Jornada 7     | Jornada 7 |
| Local              | Resultado | Visitante         | Estadio        | Fecha         | Hora      |
| ------------------ | --------- | ----------------- | -------------- | ------------- | --------- |
| Real de Minas      | 2 - 3     | Olimpia           | Marcelo Tinoco | 24 de octubre | 15:00     |
| Vida               | 4 - 1     | Honduras Progreso | Ceibeño        | 24 de octubre | 17:15     |
| UPNFM              | 1 - 1     | Real Sociedad     | Nacional       | 24 de octubre | 19:00     |
| Motagua            | 1 - 1     | Marathón          | Nacional       | 25 de octubre | 16:00     |
| Real España        | 3 - 2     | Platense          | Morazán        | 25 de octubre | 19:00     |
| Total de goles: 19 |           |                   |                |               |           |

| Jornada 8          | Jornada 8 | Jornada 8     | Jornada 8           | Jornada 8     | Jornada 8 |
| Local              | Resultado | Visitante     | Estadio             | Fecha         | Hora      |
| ------------------ | --------- | ------------- | ------------------- | ------------- | --------- |
| Marathón           | 0 - 2     | Vida          | Yankel Rosenthal    | 28 de octubre | 15:00     |
| Real Sociedad      | 1 - 5     | Motagua       | Francisco Martínez  | 28 de octubre | 15:00     |
| UPNFM              | 1 - 1     | Olimpia       | Nacional            | 28 de octubre | 17:00     |
| Platense           | 3 - 2     | Real de Minas | Excélsior           | 28 de octubre | 19:00     |
| Honduras Progreso  | 0 - 3     | Real España   | Humberto Micheletti | 28 de octubre | 19:00     |
| Total de goles: 18 |           |               |                     |               |           |

| Jornada 9          | Jornada 9 | Jornada 9 | Jornada 9           | Jornada 9      | Jornada 9 |
| Local              | Resultado | Visitante | Estadio             | Fecha          | Hora      |
| ------------------ | --------- | --------- | ------------------- | -------------- | --------- |
| Real de Minas      | 1 - 1     | UPNFM     | Marcelo Tinoco      | 31 de octubre  | 15:00     |
| Honduras Progreso  | 1 - 1     | Platense  | Humberto Micheletti | 31 de octubre  | 19:00     |
| Real España        | 0 - 1     | Marathón  | Morazán             | 31 de octubre  | 19:00     |
| Real Sociedad      | 1 - 6     | Vida      | Francisco Martínez  | 1 de noviembre | 15:00     |
| Olimpia            | 2 - 1     | Motagua   | Nacional            | 1 de noviembre | 16:00     |
| Total de goles: 15 |           |           |                     |                |           |

| Jornada 10         | Jornada 10 | Jornada 10        | Jornada 10       | Jornada 10      | Jornada 10 |
| Local              | Resultado  | Visitante         | Estadio          | Fecha           | Hora       |
| ------------------ | ---------- | ----------------- | ---------------- | --------------- | ---------- |
| Vida               | 2 - 2      | Real España       | Ceibeño          | 21 de noviembre | 17:15      |
| Motagua            | 2 - 1      | Real de Minas     | Nacional         | 21 de noviembre | 19:00      |
| Marathón           | 3 - 0      | Platense          | Yankel Rosenthal | 22 de noviembre | 15:00      |
| Olimpia            | 5 - 0      | Real Sociedad     | Nacional         | 22 de noviembre | 16:00      |
| UPNFM              | 0 - 1      | Honduras Progreso | Nacional         | 23 de noviembre | 15:00      |
| Total de goles: 16 |            |                   |                  |                 |            |

| Jornada 11         | Jornada 11 | Jornada 11    | Jornada 11          | Jornada 11      | Jornada 11 |
| Local              | Resultado  | Visitante     | Estadio             | Fecha           | Hora       |
| ------------------ | ---------- | ------------- | ------------------- | --------------- | ---------- |
| Real Sociedad      | 2 - 3      | Platense      | Francisco Martínez  | 25 de noviembre | 15:05      |
| UPNFM              | 0 - 2      | Marathón      | Nacional            | 25 de noviembre | 17:00      |
| Real España        | 1 - 1      | Real de Minas | Morazán             | 25 de noviembre | 19:00      |
| Olimpia            | 1 - 0      | Vida          | Nacional            | 25 de noviembre | 20:00      |
| Honduras Progreso  | 0 - 5      | Motagua       | Humberto Micheletti | 26 de noviembre | 15:00      |
| Total de goles: 15 |            |               |                     |                 |            |

| Jornada 12         | Jornada 12 | Jornada 12        | Jornada 12       | Jornada 12      | Jornada 12 |
| Local              | Resultado  | Visitante         | Estadio          | Fecha           | Hora       |
| ------------------ | ---------- | ----------------- | ---------------- | --------------- | ---------- |
| Marathón           | 5 - 0      | Real Sociedad     | Yankel Rosenthal | 28 de noviembre | 15:00      |
| Vida               | 3 - 1      | Real de Minas     | Ceibeño          | 28 de noviembre | 17:15      |
| Olimpia            | 5 - 0      | Honduras Progreso | Nacional         | 29 de noviembre | 16:00      |
| Real España        | 0 - 1      | Motagua           | Morazán          | 29 de noviembre | 17:00      |
| Platense           | 1 - 1      | UPNFM             | Excélsior        | 29 de noviembre | 18:00      |
| Total de goles: 17 |            |                   |                  |                 |            |

| Jornada 13         | Jornada 13 | Jornada 13    | Jornada 13          | Jornada 13      | Jornada 13 |
| Local              | Resultado  | Visitante     | Estadio             | Fecha           | Hora       |
| ------------------ | ---------- | ------------- | ------------------- | --------------- | ---------- |
| Real de Minas      | 2 - 0      | Marathón      | Marcelo Tinoco      | 14 de noviembre | 15:00      |
| Honduras Progreso  | 1 - 2      | Real Sociedad | Humberto Micheletti | 14 de noviembre | 15:00      |
| UPNFM              | 1 - 1      | Real España   | Nacional            | 14 de noviembre | 17:00      |
| Platense           | 2 - 3      | Olimpia       | Excélsior           | 15 de noviembre | 15:00      |
| Motagua            | 3 - 0      | Vida          | Nacional            | 15 de noviembre | 16:00      |
| Total de goles: 15 |            |               |                     |                 |            |

| Jornada 14         | Jornada 14 | Jornada 14        | Jornada 14         | Jornada 14      | Jornada 14 |
| Local              | Resultado  | Visitante         | Estadio            | Fecha           | Hora       |
| ------------------ | ---------- | ----------------- | ------------------ | --------------- | ---------- |
| Marathón           | 1 - 3      | Olimpia           | Yankel Rosenthal   | 12 de diciembre | 15:00      |
| Real de Minas      | 3 - 4      | Honduras Progreso | Marcelo Tinoco     | 12 de diciembre | 15:00      |
| Vida               | 0 - 3      | UPNFM             | Ceibeño            | 12 de diciembre | 15:00      |
| Motagua            | 5 - 0      | Platense          | Nacional           | 12 de diciembre | 15:00      |
| Real Sociedad      | 1 - 2      | Real España       | Francisco Martínez | 12 de diciembre | 15:00      |
| Total de goles: 22 |            |                   |                    |                 |            |

## Torneo Apertura

### Grupo A
Simbología:

Pts: puntos acumulados.

PJ: partidos jugados.

PG: partidos ganados.

PE: partidos empatados.

PP: partidos perdidos.

GF: goles a favor.

GC: goles en contra.

|                                                |    | Equipo            | PJ | G | E | P | GF | GC | Dif. | Pts |
| ---------------------------------------------- | -- | ----------------- | -- | - | - | - | -- | -- | ---- | --- |
|                                                | 1. | Marathón          | 14 | 8 | 2 | 4 | 24 | 11 | +13  | 26  |
|                                                | 2. | Vida              | 14 | 6 | 3 | 5 | 25 | 18 | +7   | 21  |
|                                                | 3. | Platense          | 14 | 4 | 5 | 5 | 18 | 25 | -7   | 17  |
|                                                | 4. | Real España       | 14 | 4 | 4 | 6 | 18 | 18 | 0    | 16  |
|                                                | 5. | Honduras Progreso | 14 | 2 | 4 | 8 | 12 | 37 | -25  | 10  |
| Última actualización: 12 de diciembre de 2020. |    |                   |    |   |   |   |    |    |      |     |

|  | Clasificado directo a semifinales |
|  | Clasificado a la fase final       |
|  | Último lugar                      |

### Grupo B
Simbología:

Pts: puntos acumulados.

PJ: partidos jugados.

PG: partidos ganados.

PE: partidos empatados.

PP: partidos perdidos.

GF: goles a favor.

GC: goles en contra.

|                                                |    | Equipo        | PJ | G  | E | P  | GF | GC | Dif. | Pts |
| ---------------------------------------------- | -- | ------------- | -- | -- | - | -- | -- | -- | ---- | --- |
|                                                | 1. | Olimpia       | 14 | 10 | 4 | 0  | 30 | 9  | +21  | 34  |
|                                                | 2. | Motagua       | 14 | 10 | 2 | 2  | 33 | 10 | +23  | 32  |
|                                                | 3. | UPNFM         | 14 | 4  | 6 | 4  | 20 | 20 | 0    | 18  |
|                                                | 4. | Real de Minas | 14 | 2  | 6 | 6  | 18 | 24 | -6   | 12  |
|                                                | 5. | Real Sociedad | 14 | 1  | 2 | 11 | 12 | 38 | -26  | 5   |
| Última actualización: 12 de diciembre de 2020. |    |               |    |    |   |    |    |    |      |     |

|  | Clasificado directo a semifinales |
|  | Clasificado a la fase final       |
|  | Último lugar                      |

## Camino a la Final
|  | Repechajes | Repechajes | Repechajes | Repechajes | Repechajes |   |   | Semifinales | Semifinales | Semifinales | Semifinales | Semifinales |  |     | Final   | Final | Final | Final | Final |  |    | Finalisima | Finalisima | Finalisima | Finalisima | Finalisima |  |
|  |            |            |            |            |            |   |   |             |             |             |             |             |  |     |         |       |       |       |       |  |    |            |            |            |            |            |  |
|  |            |            |            |            |            |   |   |             |             |             |             |             |  |     |         |       |       |       |       |  |    |            |            |            |            |            |  |
|  |            |            |            |            |            |   |   |             |             |             |             |             |  |     |         |       |       |       |       |  |    |            |            |            |            |            |  |
|  |            |            |            |            |            |   |   |             |             |             |             |             |  |     |         |       |       |       |       |  |    |            |            |            |            |            |  |
|  |            |            |            |            |            |   |   |             |             |             |             |             |  |     |         |       |       |       |       |  |    |            |            |            |            |            |  |
|  |            | 1B.º       | Olimpia    | 0          | 3          | 3 |   |             |             |             |             |             |  |     |         |       |       |       |       |  |    |            |            |            |            |            |  |
|  |            |            |            |            |            | 3 |   |             |             |             |             |             |  |     |         |       |       |       |       |  |    |            |            |            |            |            |  |
|  |            |            | 2A.º       | Vida       | 0          | 0 | 0 |             |             |             |             |             |  |     |         |       |       |       |       |  |    |            |            |            |            |            |  |
|  | 2A.º       | Vida       | 2A.º       | Vida       | 0          | 0 | 0 | 3           | 5           | 8           |             |             |  |     |         |       |       |       |       |  |    |            |            |            |            |            |  |
|  | 2A.º       | Vida       |            |            |            |   |   |             |             | 8           |             |             |  |     |         |       |       |       |       |  |    |            |            |            |            |            |  |
|  | 3B.º       | UPNFM      | 1          | 1          | 2          |   |   |             |             |             |             |             |  |     |         |       |       |       |       |  |    |            |            |            |            |            |  |
|  | 3B.º       | UPNFM      | 1          | 1          | 2          |   |   |             |             |             |             |             |  | 1.° | Olimpia | 3     | 0     | 3     |       |  |    |            |            |            |            |            |  |
|  |            |            |            |            |            |   |   |             |             |             |             |             |  | 1.° | Olimpia | 3     | 0     | 3     |       |  |    |            |            |            |            |            |  |
|  |            |            | 2.º        | Motagua    | 1          | 0 | 1 |             |             |             |             |             |  |     |         |       |       |       |       |  |    |            |            |            |            |            |  |
|  |            |            | 2.º        | Motagua    | 1          | 0 | 1 |             |             |             |             |             |  |     |         |       |       |       |       |  |    |            |            |            |            |            |  |
|  |            |            |            |            |            |   |   |             |             |             |             |             |  |     |         |       |       |       |       |  |    |            |            |            |            |            |  |
|  |            |            |            |            |            |   |   |             |             |             |             |             |  |     |         |       |       |       |       |  |    |            |            |            |            |            |  |
|  |            | 1A.º       | Marathón   | 0          | 1          | 1 |   |             |             |             |             |             |  |     |         |       |       |       |       |  |    |            |            |            |            |            |  |
|  |            |            |            |            |            | 1 |   |             |             |             |             |             |  |     |         |       |       |       |       |  |    |            |            |            |            |            |  |
|  |            |            | 2B.º       | Motagua    | 2          | 2 | 4 |             |             |             |             |             |  |     |         |       |       |       |       |  |    |            |            |            |            |            |  |
|  | 2B.º       | Motagua    | 2B.º       | Motagua    | 2          | 2 | 4 | 4           | 0           | 4           |             |             |  |     |         |       |       |       |       |  |    |            |            |            |            |            |  |
|  | 2B.º       | Motagua    |            |            |            |   |   |             |             | 4           |             |             |  |     |         |       |       |       |       |  |    |            |            |            |            |            |  |
|  | 3A.º       | Platense   | 2          | 1          | 3          |   |   |             |             |             |             |             |  |     |         |       |       |       |       |  |    |            |            |            |            |            |  |
|  | 3A.º       | Platense   | 2          | 1          | 3          |   |   |             |             |             |             |             |  |     |         |       |       |       |       |  | F1 | Marathón   | 0          | 0          | 0          |            |  |
|  |            |            |            |            |            |   |   |             |             |             |             |             |  |     |         |       |       |       |       |  | F1 | Marathón   | 0          | 0          | 0          |            |  |
|  |            |            | F2         | Olimpia    | 2          | 1 | 3 |             |             |             |             |             |  |     |         |       |       |       |       |  |    |            |            |            |            |            |  |
|  |            |            | F2         | Olimpia    | 2          | 1 | 3 |             |             |             |             |             |  |     |         |       |       |       |       |  |    |            |            |            |            |            |  |
|  |            |            |            |            |            |   |   |             |             |             |             |             |  |     |         |       |       |       |       |  |    |            |            |            |            |            |  |
|  |            |            |            |            |            |   |   |             |             |             |             |             |  |     |         |       |       |       |       |  |    |            |            |            |            |            |  |
|  |            |            |            |            |            |   |   |             |             |             |             |             |  |     |         |       |       |       |       |  |    |            |            |            |            |            |  |
|  |            |            |            |            |            |   |   |             |             |             |             |             |  |     |         |       |       |       |       |  |    |            |            |            |            |            |  |
|  |            |            |            |            |            |   |   |             |             |             |             |             |  |     |         |       |       |       |       |  |    |            |            |            |            |            |  |
|  |            |            |            |            |            |   |   |             |             |             |             |             |  |     |         |       |       |       |       |  |    |            |            |            |            |            |  |
|  |            |            |            |            |            |   |   |             |             |             |             |             |  |     |         |       |       |       |       |  |    |            |            |            |            |            |  |
|  |            |            |            |            |            |   |   |             |             |             |             |             |  |     |         |       |       |       |       |  |    |            |            |            |            |            |  |
|  |            |            |            |            |            |   |   |             |             |             |             |             |  |     |         |       |       |       |       |  |    |            |            |            |            |            |  |
|  | Olimpia    |            |            |            |            |   |   |             |             |             |             |             |  |     |         |       |       |       |       |  |    |            |            |            |            |            |  |
|  |            |            |            |            |            |   |   |             |             |             |             |             |  |     |         |       |       |       |       |  |    |            |            |            |            |            |  |
|  |            |            |            |            |            |   |   |             |             |             |             |             |  |     |         |       |       |       |       |  |    |            |            |            |            |            |  |
|  |            |            |            |            |            |   |   |             |             |             |             |             |  |     |         |       |       |       |       |  |    |            |            |            |            |            |  |
|  |            |            |            |            |            |   |   |             |             |             |             |             |  |     |         |       |       |       |       |  |    |            |            |            |            |            |  |
|  |            |            |            |            |            |   |   |             |             |             |             |             |  |     |         |       |       |       |       |  |    |            |            |            |            |            |  |
|  |            |            |            |            |            |   |   |             |             |             |             |             |  |     |         |       |       |       |       |  |    |            |            |            |            |            |  |
|  |            |            |            |            |            |   |   |             |             |             |             |             |  |     |         |       |       |       |       |  |    |            |            |            |            |            |  |
|  |            |            |            |            |            |   |   |             |             |             |             |             |  |     |         |       |       |       |       |  |    |            |            |            |            |            |  |
|  |            |            |            |            |            |   |   |             |             |             |             |             |  |     |         |       |       |       |       |  |    |            |            |            |            |            |  |
|  |            |            |            |            |            |   |   |             |             |             |             |             |  |     |         |       |       |       |       |  |    |            |            |            |            |            |  |
|  |            |            |            |            |            |   |   |             |             |             |             |             |  |     |         |       |       |       |       |  |    |            |            |            |            |            |  |
|  |            |            |            |            |            |   |   |             |             |             |             |             |  |     |         |       |       |       |       |  |    |            |            |            |            |            |  |

### Repechajes
| 19 de diciembre de 2020, 17:00 | UPNFM    | 1:3 (0:2) | Vida             | Estadio Nacional, Tegucigalpa |                          |
|                                | Peña 60' | Reporte   | Palma 2' 38' 80' | Árbitro(s): Selvin Brown      | Árbitro(s): Selvin Brown |

| 23 de diciembre de 2020, 17:15 | Vida                                        | 5:1 (3:1) | UPNFM       | Estadio Ceibeño, La Ceiba  |                            |
|                                | Palma 20' 65' · Aguilar 35' 54' · Quaye 44' | Reporte   | Moncada 40' | Árbitro(s): Armando Castro | Árbitro(s): Armando Castro |

| 17 de diciembre de 2020, 16:00 | Platense                 | 2:4 (1:2) | Motagua                                           | Estadio Excelsior, Puerto Cortés |                        |
|                                | Bernárdez · Barahona 83' | Reporte   | López 7' 62' · Martínez 22' (a.g.) · Castillo 50' | Árbitro(s): Luis Mejia           | Árbitro(s): Luis Mejia |

| 20 de diciembre de 2020, 16:00 | Motagua | 0:1 (0:1) | Platense      | Estadio Nacional, Tegucigalpa |                            |
|                                |         | Reporte   | Bernárdez 45' | Árbitro(s): Nelson Salgado    | Árbitro(s): Nelson Salgado |

### Final de Grupos
| 23 de diciembre de 2020, 15:00 | Marathon                         | 3:1 (0:0) | Olimpia       | Estadio Yankel Rosenthal, San Pedro Sula |                              |
|                                | Volpi 60' Solano 65' Johnson 90' | Reporte   | Hernández 85' | Árbitro(s): Héctor Rodríguez             | Árbitro(s): Héctor Rodríguez |

| 27 de diciembre de 2020, 18:00                                   | Olimpia     | 1:0 (0:0) (Global 2-3) | Marathon | Estadio Nacional, Tegucigalpa |                           |
|                                                                  | Reyes 90+4' | Reporte                |          | Árbitro(s): Oscar Moncada     | Árbitro(s): Oscar Moncada |
| Marathon Gana por Global 3-2 y se asegura un puesto en la Final. |             |                        |          |                               |                           |

### Semifinales
| 30 de diciembre de 2020, 17:15 | Vida | 0:0 (0:0) | Olimpia | Estadio Ceibeño, La Ceiba |                           |
|                                |      | Reporte   |         | Árbitro(s): Said Martinez | Árbitro(s): Said Martinez |

| 3 de enero de 2021, 16:00                             | Olimpia                                       | 3:0 (2:0) | Vida | Estadio Nacional, Tegucigalpa |                            |
|                                                       | J.Arboleda 28' J.Álvarez 42' E. Hernandez 67' | Reporte   |      | Árbitro(s): Armando Castro    | Árbitro(s): Armando Castro |
| Olimpia gana 3-0 en el Global y Clasifica a la final. |                                               |           |      |                               |                            |

| 30 de diciembre de 2020, 19:00 | Motagua          | 2:0 (1:0) | Marathon | Estadio Nacional, Tegucigalpa |                              |
|                                | Castillo 40' 73' | Reporte   |          | Árbitro(s): Melvin Matamoros  | Árbitro(s): Melvin Matamoros |

| 3 de enero de 2021, 15:00                          | Marathon         | 1:2 (1:2) | Motagua                 | Estadio Yankel Rosenthal, San Pedro Sula |                              |
|                                                    | B. Volpi 23' (p) | Reporte   | M. Vega 8' K. Lopez 38' | Árbitro(s): Héctor Rodríguez             | Árbitro(s): Héctor Rodríguez |
| Motagua gana el Global 4-2 y clasifica a la final. |                  |           |                         |                                          |                              |

### Final
| 6 de enero de 2021, 19:00 | Motagua             | 1:3 (0:3) | Olimpia                                             | Estadio Nacional, Tegucigalpa |                           |
|                           | R. Castillo 48' (P) | Reporte   | J. Bengston 2' E. Hernandez 19' R. Santos 44' (GEC) | Árbitro(s): Oscar Moncada     | Árbitro(s): Oscar Moncada |

| 10 de enero de 2021, 16:00                                                 | Olimpia | 0:0 (0:0) | Motagua | Estadio Nacional, Tegucigalpa |                              |
|                                                                            |         | Reporte   |         | Árbitro(s): Melvin Matamoros  | Árbitro(s): Melvin Matamoros |
| Olimpia gana por un global de 3-1 y clasifca a la Finalisima con Marathon. |         |           |         |                               |                              |

### Finalisima
| 14 de enero de 2021, 19:00 | Olimpia                         | 2:0 (2:0) | Marathon | Estadio Nacional, Tegucigalpa |                           |
|                            | E.Hernandez 46' J. Bengston 72' | Reporte   |          | Árbitro(s): Saíd Martinez     | Árbitro(s): Saíd Martinez |

| 17 de enero de 2021, 11:00 | Marathon | 0:1 (0:1) | Olimpia         | Estadio Yankel Rosenthal, San Pedro Sula |                              |
|                            |          | Reporte   | J. Arboleda 72' | Árbitro(s): Héctor Rodríguez             | Árbitro(s): Héctor Rodríguez |

|                             |
| Campeón Olimpia 32.° título |

## Estadísticas

### Clasificados a torneos internacionales
| Clasificado | Liga Concacaf 2021 |
| ----------- | ------------------ |
| Honduras 1  | Olimpia            |
| Honduras 2  | Motagua            |
| Honduras 3  | Marathón           |

### Promedio de Descenso
| Pos  | Equipo            | Ap. 2020 | Cl. 2021 | Total | PJ | Promedio |
| ---- | ----------------- | -------- | -------- | ----- | -- | -------- |
| 1.º  | Olimpia           | 34       |          | 34    | 14 | 2.4285   |
| 2.º  | Motagua           | 32       |          | 32    | 14 | 2.2857   |
| 3.º  | Marathón          | 26       |          | 26    | 14 | 1.8571   |
| 4.º  | Vida              | 21       |          | 21    | 14 | 1.5      |
| 5.º  | UPNFM             | 18       |          | 18    | 14 | 1.2857   |
| 6.º  | Platense          | 17       |          | 17    | 14 | 1.2142   |
| 7.º  | Real España       | 16       |          | 16    | 14 | 1.1428   |
| 8.º  | Real de Minas     | 12       |          | 12    | 14 | 0.8571   |
| 9.º  | Honduras Progreso | 10       |          | 10    | 14 | 0.7142   |
| 10.º | Real Sociedad     | 5        |          | 5     | 14 | 0.3571   |

|  |                                                                                              |
|  | El equipo que ocupe esta posición al finalizar la temporada descenderá a la Liga de Ascenso. |

### Goleadores
| Pos.                                      | Jugador           | Equipo        | Goles |
| ----------------------------------------- | ----------------- | ------------- | ----- |
| 1.°                                       | Jerry Bengston    | Olimpia       | 10    |
| 1.°                                       | Carlos Bernardez  | Platense      | 10    |
| 1.°                                       | Rubilio Castillo  | Motagua       | 10    |
| 2.°                                       | Luis Palma        | Vida          | 9     |
| 3.°                                       | Gonzalo Klusener  | Motagua       | 8     |
| 3.°                                       | Diego Rodríguez   | Real de Minas | 8     |
| 4.°                                       | Eddie Hernández   | Olimpia       | 7     |
| 4.°                                       | Yustin Arboleda   | Olimpia       | 7     |
| 4.°                                       | Bruno Volpi       | Marathón      | 7     |
| 5.°                                       | Kevin López       | Motagua       | 6     |
| 5.°                                       | Roberto Moreira   | Motagua       | 6     |
| 5.°                                       | Alexander Aguilar | Vida          | 6     |
| 6.°                                       | Carlos Meléndez   | Vida          | 5     |
| 7.°                                       | Osman Melgares    | Real Sociedad | 4     |
| 7.°                                       | Marco Tulio Vega  | Motagua       | 4     |
| 7.°                                       | Juan Ramón Mejía  | UPNFM         | 4     |
| 7.°                                       | Víctor Moncada    | UPNFM         | 4     |
| 7.°                                       | Edwin Solano      | Marathón      | 4     |
| 7.°                                       | Kervin Arriaga    | Marathón      | 4     |
| 7.°                                       | Mario Martínez    | Real España   | 4     |
| 7.°                                       | Ángel Tejeda      | Real España   | 4     |
| 7.°                                       | Michaell Chirinos | Olimpia       | 4     |
| 7.°                                       | Óliver Morazán    | Real Sociedad | 4     |
| Última actualización: 17 de enero de 2021 |                   |               |       |